# Xã Athens, Quận Isanti, Minnesota
Xã Athens (tiếng Anh: Athens Township) là một xã thuộc quận Isanti, tiểu bang Minnesota, Hoa Kỳ. Năm 2010, dân số của xã này là 2.177 người.